# Frederik Fischer
Frederik Fischer (7. februar 1809 Åbenrå – 4. juni 1871 Åbenrå) var en dansk urmager, redaktør og nationalist, der i midten af 1800-tallet aktivt deltog i spørgsmålet om Sønderjylland.
Hans forældre var skibsfører Fester Fischer (1774-1863) og Catharina Regina Callsen (1783-1840).

## Historie
Frederik Fishcer blev lammet i begge ben som 9-årig, hvilket satte en stopper for hans drøm om at stå til søs. Det havde ellers været en tradition i hans slægt. Fischer valgte i 1824 at gå i urmagerlære efter sin skoleuddannelse og kun 6 år senere drev han sin egen urmagerforretning i Åbenrå.
Fischer overtog retten til at udgive det tysksprogede "Allgemeines Wochenblatt" i 1839 og omdøbte det et halvt år senere Kongelig priviligerede Ugeblad for Aabenraa, hvorefter avisen begyndte at udkomme på dansk med en klar anti-slesvig-holstensk redaktionel linje.
Denne avis var en torn i øjet på Hertugen af Augustenborg og myndighederne. De forsøgte at købe og stoppe bladet med pastor Jørgen Brag som mellemhandler, men det lykkedes ikke, trods Fischers store fattigdom. Pastoren meddelte hertugen, at Fischer var en stivsindet dansker og "når Dommedagsenglen på den yderste dag, ikke lader basunen lyde på dansk, ja så står han ikke op af graven".
Abonnementstallet var nogle få hundrede de første mange år. Under Treårskrigen stoppede avisen i en periode, men genopstod under navnet Freja. Knap 10 år senere solgte Fischer avisen til sin svoger. Han udgav desuden et par bøger, hvoraf Slesvigske folkesagn er den vigtigste.
På en mindesten uden for Folkehjem står Fischers egne ord om Danmark og danskheden. De blev først offentliggjort maj 1838 i avisen Dannevirke :
| Citat | Danske er vi, Dansk tænker og føler vi; som danske har vi navn i fortiden og er kendt over hele kloden. | Citat |
|       | |       |

Jens Peter Junggreen skrev teksten på Fischers gravsten:
| Citat | I mørke dage som dæmningstider stod håbet lyst og kraftigt ved hans side. Gid så det stå hos os, som endnu stride, og hjælpe os til kampens mål at nå. | Citat |
|       | |       |

Frederik Fischers navn er blandt de 18 på Skamlingsbankestøtten.
- Gravsten på Aabenraa Kirkegård
- Mindesten ved Folkehjem